# Бромон Ламот
Бромон Ламот (фр. Bromont-Lamothe) насеље је и општина у централној Француској у региону Оверња, у департману Пиј де Дом која припада префектури Риом.
По подацима из 2011. године у општини је живело 974 становника, а густина насељености је износила 25,58 становника/km². Општина се простире на површини од 38,07 km². Налази се на средњој надморској висини од 774 метара (максималној 906 m, а минималној 574 m).

## Демографија
| 1962. | 1968. | 1975. | 1982. | 1990. | 1999. | 2011. |
| ----- | ----- | ----- | ----- | ----- | ----- | ----- |
| 637   | 721   | 731   | 736   | 779   | 766   | 974   |

График промене броја становника у току последњих година